# 岸剱神社

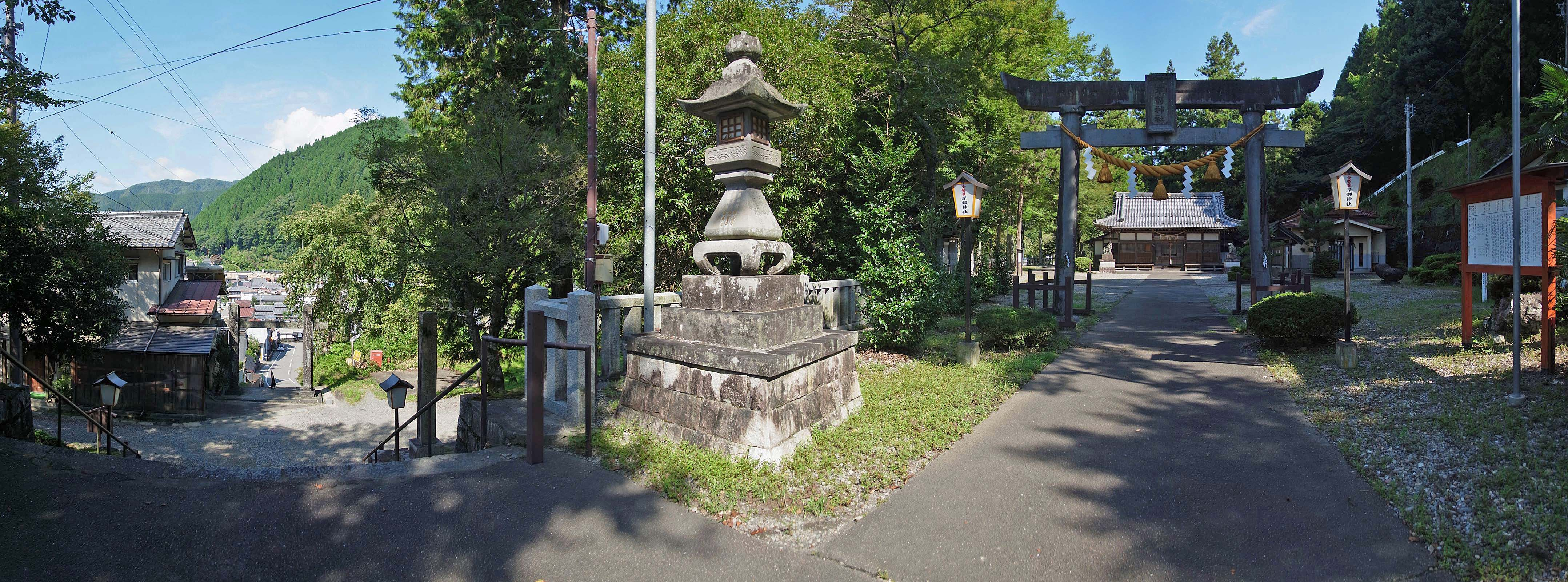
参道

岸剱神社（岸劔神社、きしつるぎじんじゃ）は、岐阜県郡上市（旧郡上郡八幡町）に鎮座する神社である。旧社格は郷社。
毎年4月第3土・日曜日の春祭では、八幡神社、日吉神社とともに大神楽競演が行われる。

## 祭神
- 素戔嗚尊
- 伊弉諾
- 伊邪那美
- 菊理媛神

## 由緒
江戸時代初期の慶長19年（1614年）、郡上郡気良村（後の明宝村、現・郡上市）はひどい旱魃に見舞われる。この地の神社の神主は雨乞いを行なったが効果はなかった。そこで宝剣を気良川の河原の岩で洗って雨乞いを行なうと、すぐさま雨が降ってきたという。しかし豪雨となり、岩の上の宝剣は大水で流されてしまった。それから数日後、郡上八幡城城下の吉田川の岩に宝剣が引っかかっているのを住民が見つける。この知らせを受けた城主遠藤慶隆が、この宝剣を祀るために創建したのが始まりという。
創建時は吉田川の川岸に位置していたが、明治19年（1886年）に城山中腹に移転。明治40年（1907年）には白山神社を合祀する。
1919年（大正8年）の郡上大火では郡上八幡城三の丸跡地にあった安養寺が焼失したが、城山中腹にあった当社は焼失を免れた。その後、城山公園の整備により1942年（昭和17年）に北側の現在地に移転した。

## 境内社
- 琴平神社　天保2年（1831）創建
- 積翠神社　安政3年（1856）創建

　御神体は郡上八幡城天守に奉安
- 英稲荷神社

## 文化財
- 岸剣神社の大神楽（県指定重要無形民俗文化財）[2]

## 交通機関
- 長良川鉄道郡上八幡駅より約2km
- 岐阜バス、岐阜バスコミュニティ八幡、郡上市自主運行バス「城下町プラザ」バス停下車、徒歩10分。